# Khetlal
Khetlal, en bengali : ক্ষেতলাল, est une upazila du Bangladesh dans le district de Jaipurhat ayant en 2001 une population de 115 918 habitants.